# Sainte-Marie-du-Bois, Mayenne
Sainte-Marie-du-Bois, Mayenne là một xã của tỉnh Mayenne, thuộc vùng Pays de la Loire, tây bắc nước Pháp.